# Hasan Arat

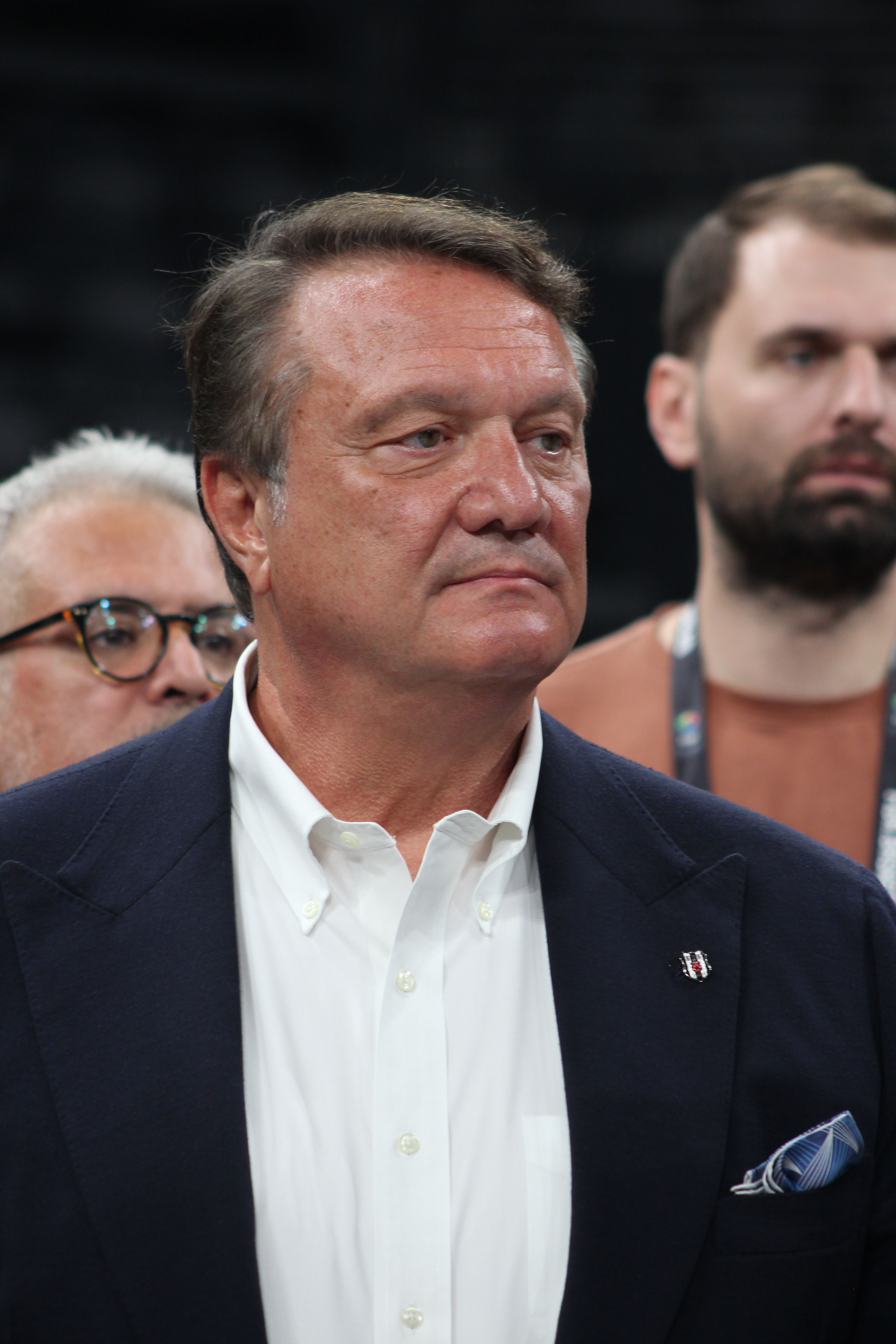
Hasan Arat (2024)

Hasan Arat (geb. 27. September 1959 in Adana) ist ein türkischer Sportfunktionär, Geschäftsmann und ehemaliger professioneller Basketballspieler. Er war der 35. Präsident des Beşiktaş Gymnastikvereins.

## Leben und Werk
Er führte die Bewerbung Istanbuls um die Ausrichtung der Olympischen und Paralympischen Spiele 2020 an. Nach der Bewerbung im Jahr 2020 wurde er in das Exekutivkomitee des Europäischen Olympischen Komitees gewählt. Er wurde auch in die Marketingkommission des Internationalen Olympischen Komitees berufen. Im Jahr 2021 wurde er bei den Wahlen von Vertretern aus 50 Ländern erneut in den Verwaltungsrat gewählt.

## Basketballkarriere
Hasan Arat spielte sieben Jahre lang professionell Basketball. Er begann seine Karriere bei Adana Demirspor. Im Jahr 1975 spielte er im Basketballstar-Team von Fenerbahçe SK, dann von 1977 bis 1981 fünf Jahre lang beim Beşiktaş JK. Von 1982 bis 1984 spielte er bei Galatasaray Istanbul und beendete seine Karriere in diesem Team. Arats Trikot ist im Museum des Akatlar-Sportkomplexes ausgestellt.

## Berufsleben
Arat ist Partner und Vorstandsvorsitzender von Novo Invest, einem vielseitigen Immobilieninvestitions- und Entwicklungsunternehmen, Mitbegründer und Partner von Dome Group, einer unabhängigen Corporate Finance- und M&A-Beratungsfirma mit Sitz in London und Istanbul, sowie stellvertretender Vorsitzender des Verwaltungsrats von Beymen, der größten Einzelhandelsgruppe der Türkei.
Arat bekleidet verschiedene Positionen in Geschäftsbereichen, darunter Mitglied des Board of Trustees der Özyeğin-Universität, Mitglied des Verwaltungsrats der FIBA Holding, stellvertretender Vorsitzender des Boards der assoziierten Mitglieder der Welttourismusorganisation der Vereinten Nationen (UNTWO) in Vertretung der Türkischen Union der Handelskammern und Börsen (TOBB), ehemaliger Präsident der International Apparel Federation (IAF) und derzeit Mitglied des Exekutivkomitees und des Verwaltungsrats.
Arat wurde im Jahr 1996 von der Zeitschrift Economist, dem Türkischen Nationalen Produktivitätszentrum und der Zeitung Dünya zum „Unternehmer des Jahres“ ernannt. Am 24. Januar 2023 wurde ihm bei der 12. Internationalen Sportgala „Goldener Mongoose“ in Polen eine Ehrenmedaille für seine Beiträge zur Stärkung der internationalen Freundschaft verliehen.

## Sportführung
Arat war von 1998 bis 2000 Vizepräsident des Beşiktaş Gymnastikvereins. Bei der außerordentlichen Versammlung des Vereins am 3. Dezember 2023 trat er gegen Serdal Adalı an und wurde mit 7271 Stimmen zum Präsidenten gewählt, während Serdal Adalı 4557 Stimmen erhielt. Er erhielt seine Urkunde bei der Zeremonie am 5. Dezember 2023 im Tüpraş-Stadion.

## Persönliches Leben
Er lebt mit seiner Frau Simin Arat in Istanbul und hat einen Sohn namens Ali und eine Tochter namens Zeynep.